# Château Podmaniczky-Vigyázó
Le Château Podmaniczky-Vigyázó (en hongrois : Podmaniczky-Vigyázó kastély) est un édifice situé dans le 17e arrondissement de Budapest. 